# Tamara Choitz
Tamara Choitz (* 1958 in Rüsselsheim) ist eine deutsche Altphilologin.

## Leben
Sie besuchte von 1968 bis 1977 das neusprachlich-naturwissenschaftliche Max-Planck-Gymnasium in Rüsselsheim und studierte von 1977 bis 1984 Altertumswissenschaften an der Johannes-Gutenberg-Universität in Mainz sowie an der Universität Basel. Anschließend war sie von 1984 bis 1988 Assistentin am Antikenmuseum Basel und Sammlung Ludwig. Am Lexicon Iconographicum Mythologiae Classicae arbeitete sie von 1988 bis 1989 als Redakteurin. Von 1990 bis 1992 absolvierte sie in Bad Kreuznach das Referendariat für das Lehramt an Gymnasien in den Fächern Latein/Griechisch. Zum Dr. phil. wurde sie 1991 an der Universität Basel mit der Arbeit Ho Theos semainei. Der göttliche Auftrag und seine Deutung durch die Menschen im Philoktet des Sophokles promoviert. Im Studienhaus St. Lambert war sie von 1994 bis 1998 Dozentin für Griechisch und Latein. Von 1997 bis 1998 war sie Mitarbeiterin am Rheinischen Landesmuseum Trier. Im Fach Klassische Philologie wurde sie mit der Arbeit Petrarcas Africa als politisches Antikenepos vor christlichem Hintergrund an der Universität Mainz 2002 habilitiert. Ab 1998 lehrte sie im Schuldienst in Rheinland-Pfalz, ab 2007 am Kurfürst-Salentin-Gymnasium in Andernach. Seit 2009 ist sie regionale Fachberaterin für das Fach Griechisch und teilabgeordnet an die Universität Mainz zur Erteilung der Fachdidaktik-Veranstaltungen. Seit 2010 ist sie außerplanmäßige Professorin an der Universität Mainz. 2023 schied sie aus dem Schuldienst aus.

## Schriften (Auswahl)
- Ausgewählte Münzen aus Großgriechenland und Sizilien. Basel 1989, ISBN 3-905057-03-4.
- Untersuchungen zum Sophokleischen Philoktet. Das auslösende Ereignis in der Stückgestaltung (= Beiträge zur Altertumskunde. Band 110). Teubner, Stuttgart u. a. 1998, ISBN 3-519-07659-4 (zugleich Dissertation, Basel 1991).
- Antike und Christentum in Petrarcas "Africa" (= NeoLatina. Band 7). Narr, Tübingen 2005, ISBN 3-8233-6117-1 (zugleich Habilitationsschrift, Mainz 2002).